# 電柱

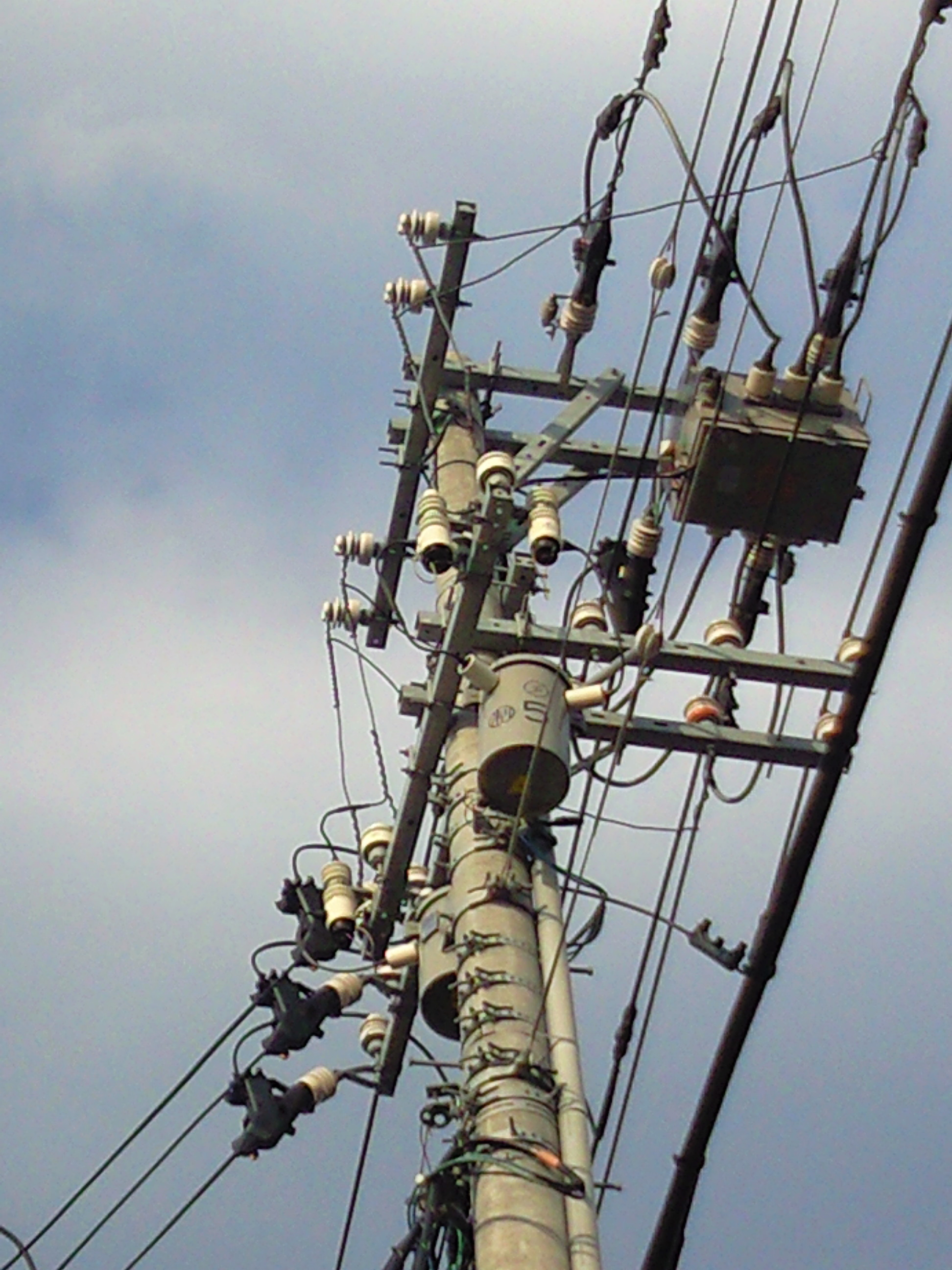
市街地の電柱（遠隔制御開閉器・三相二回線）

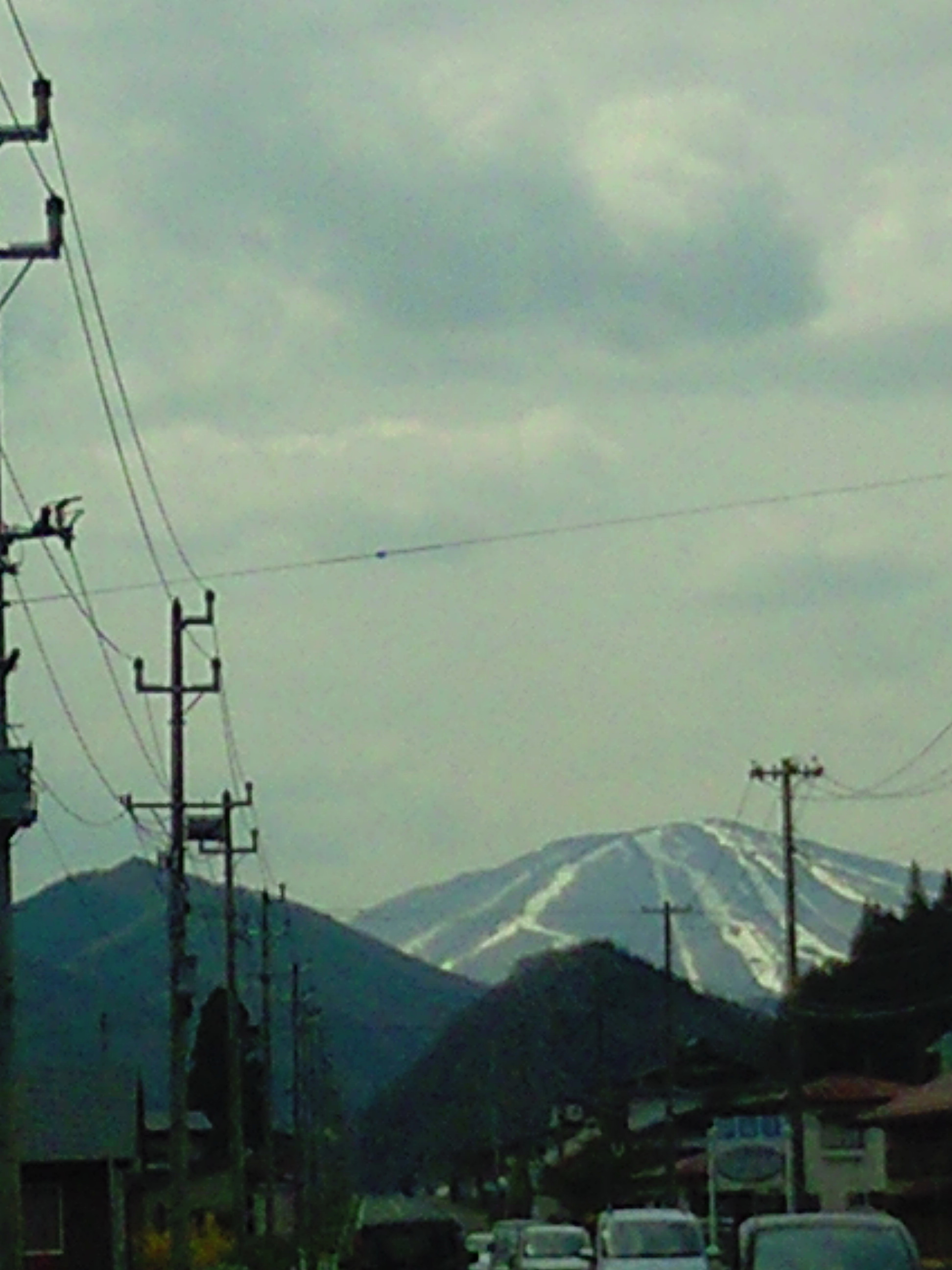
山間部の電柱。6600 V高圧配電線の上に33,000 V送電線を架けている。

電柱（でんちゅう）とは、空中に張った電線（つまり架線）を支えるための柱。又は、そのために使われるコンクリート柱などの部材そのものを示す。

## 概要
電柱の役割
電柱の主たる設置目的、役割、機能は次のようなものである。
- 送電線・配電線の支持（およびそれらによる電力の供給）
- 通信線路の支持（現代ではたとえば電話線、光ケーブル、ケーブルテレビ用ケーブル等の支持。）

他にも次のような役割を兼ねている場合がある。
- 街路灯の設置
- 交通信号機の設置
- 交通標識の設置
- 無線、携帯電話、PHSの中継局、基地局の設置
- 避雷針
- 路面電車や電化された鉄道の架線・架空電車線の支持
- 電柱広告の設置

ただし、電線と共に景観に及ぼす影響が大きく、電線類地中化によりパリやロンドンなど欧米の都市部では電柱はほぼ見られなくなっており、日本でも首都圏などの中心市街地や、歴史地区・美観地区では撤去作業が進んでいる。また、豪雪地帯では大量の着雪が問題となり、高所作業車を使うことが多いものの、1本ごとの人力での除雪や、周囲の道路交通の規制も必要となる。その一方、配線の拡張・増設や撤去、災害時の復旧などが埋設式に比べて簡単で、コストも低い。

## 種類、分類

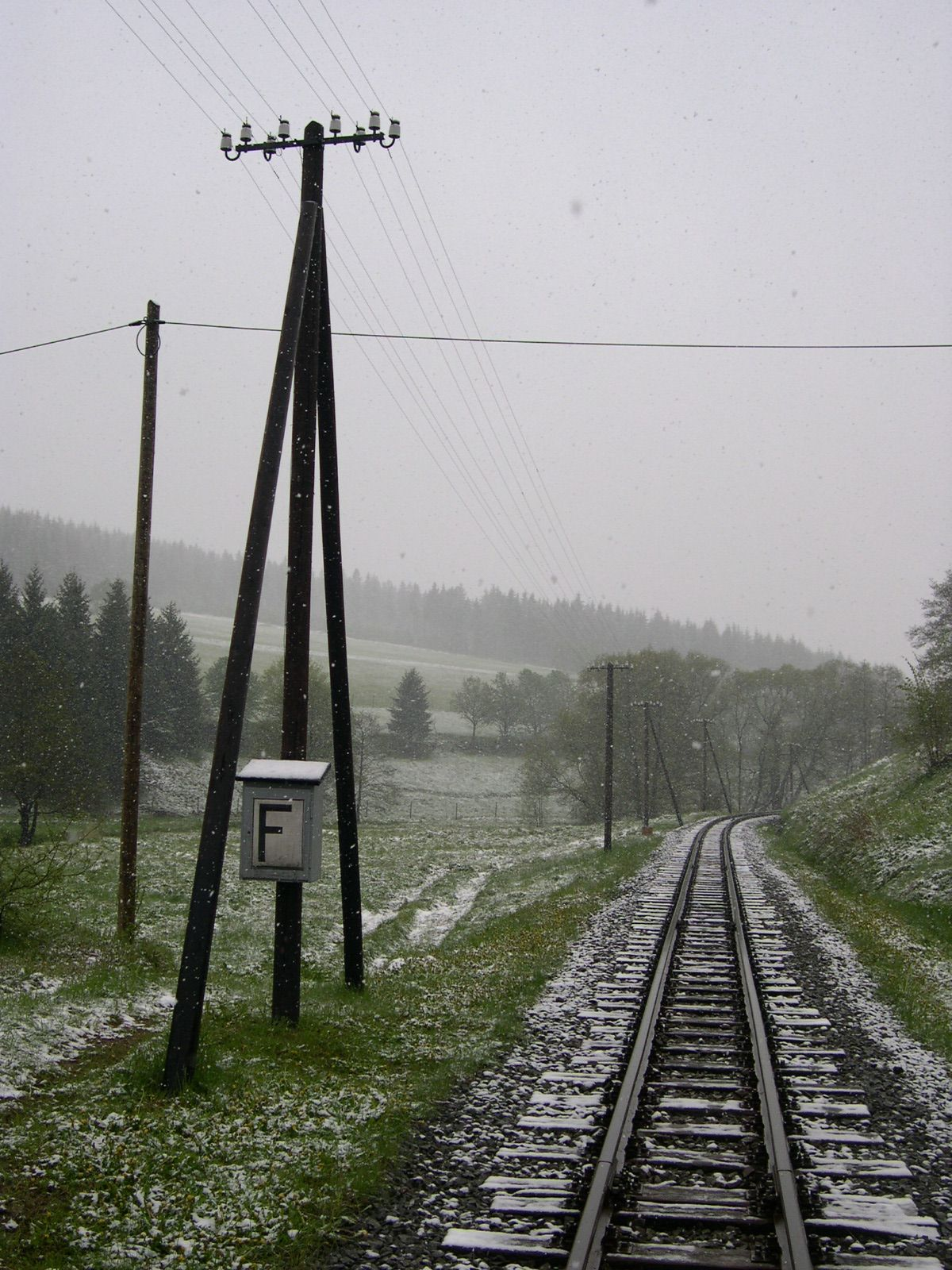
線路脇の電信柱

電柱には電力会社が送電・配電を目的に設置する電柱（でんちゅう）もしくは電力柱（でんりょくちゅう）、通信会社が通信用ケーブルを支持することを目的に設置する電柱（でんちゅう）もしくは電話柱（でんわちゅう）または電信柱（でんしんちゅう/でんしんばしら）、トロリーバスを含む電気鉄道において架線を張る（吊る）ための架線柱などがある。鉄製で塔状のものは鉄塔と呼ばれる。  
電柱は照明柱（街灯）や信号柱などとともにユーティリティポールとしてまとめられることがある。共用のものは共用柱（きょうようちゅう）あるいは共架柱（きょうがちゅう）とも言う。

## 電柱の構成
電力供給用の電柱の付属設備
電力供給を行う電柱には、以下のような機器が取り付けられる。
- 電線
- 柱上変圧器
- 開閉器
- がいし
- 避雷器
- カットアウト（異常電流を遮断する機器で、ブレーカーとも呼ばれる。ヒューズが用いられることが多い）
- 接続箱
- 腕金（うでがね）
- 自在バンド（電柱本体に巻きつけ、支線などを接続する）
- 架空地線
- 接地線（アース線）
- その他の装柱

## 電柱設置の力学、端末の技術

### 力学
電柱の強度や設置距離、様態についてはいくつかの数学理論や多くの材料工学による研究が提供されているが、経験学によるところも多く、様々な災害事象において充分な強度を保持しつつ経済性を維持することはなかなか困難な課題である。電力柱の場合、トランスだけでも100kgを優に超え、300kg-600kgになることもある。また電線そのものの自重、強風による風圧や振動により増幅された破壊圧などが電柱にダメージを与える。このほか立地点の地盤の強弱や、架線先の建物が震災などにより倒壊する際に引きずられ倒伏することなどがある。カラスの営巣も、電柱上部の設備に被害を与える可能性がある。
材料力学の観点では以下の公式が知られている。電線の単位長さ重量をw（N/m）、電柱間距離をB（m）、最低点の張力をT（N）、中央のたるみをH（m）としたとき、

{\displaystyle H={w\times B^{2} \over 8\times T}}

この際の電線の長さをS（m）とすれば
{\displaystyle S=B+{8\times H^{2} \over 3\times B}}

### 端末の技術
電線ケーブルの端末（たんまつ。つまり「はし」、終わりのこと）となる電柱やカーブ区間の電柱には電柱が電線ケーブルの張力で倒れないように、支線（力のかかる方向の反対側の地面にアンカーと呼ばれる金具を埋め、そこから斜めあるいはアームを介して垂直にワイヤで引っ張る）又は支柱（力のかかる方向に斜めに柱を入れて支える）が設置されている。また、支線や支柱が設置しにくい場合は支線柱（力のかかる方向の反対側の土地にアンカーの代わりに柱を立てて、その柱の中ほどからワイヤで引っ張る）が設置されている。

## 欧米における電柱

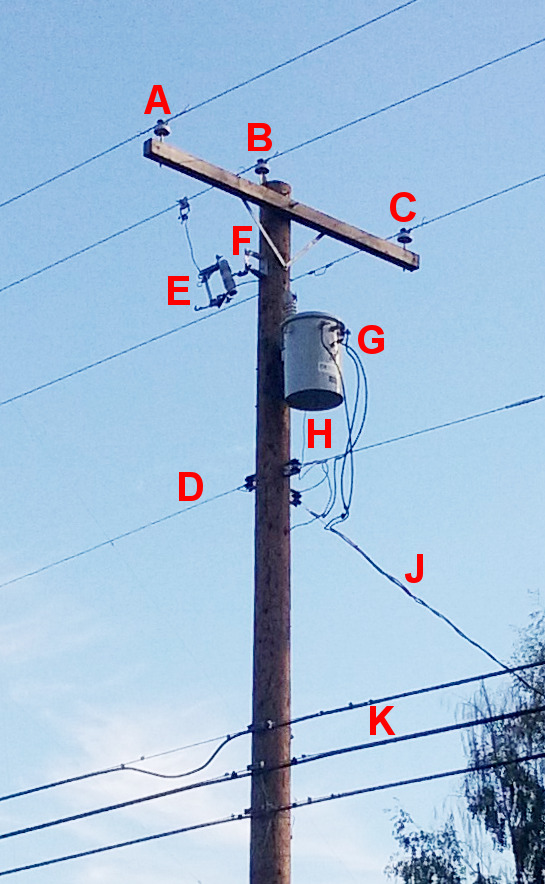
アメリカの電柱

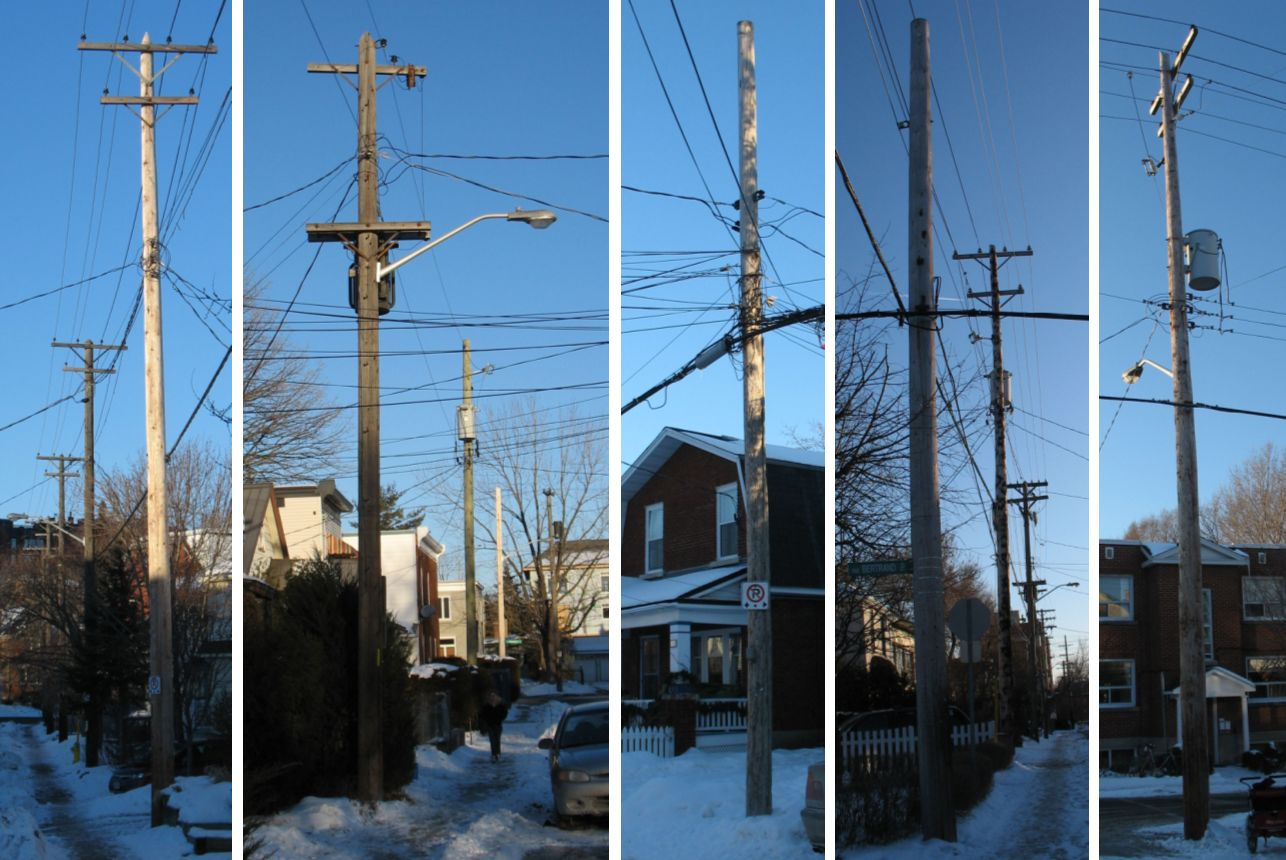
様々な電柱（カナダ･オタワ）

### 歴史
電信の商業化に最初に成功したのはイギリスのウィリアム・フォザーギル・クックであるとされる。クックは1837年5月にチャールズ・ホイートストンと共に警報機としての電信機の特許を取得、このさい電柱からセラミック絶縁体によって電線を吊り下げるシステムも発明し特許を取得している。1837年7月25日にはロンドンのユーストン - カムデン・タウン間での実演に成功し、そのシステムは1839年4月9日にパディントン駅からウェスト・ドレイトンまでの間、約21kmにわたってグレート・ウェスタン鉄道の線路を利用して敷設された。もっともこのさいの電柱はタールで処理されたものであり耐久性が7年ほどしかなく、後に防腐剤としてクレオソートあるいは硫酸銅で処理されるようになった。
アメリカ合衆国では1844年にメリーランド州ボルチモアとワシントンDC間の40マイルに電信回線が敷設された。これはサミュエル・モールスによりなされ、アメリカ合衆国議会が3万ドルをモールスに与えることで実施された。このケーブルは当初は鉛で被覆されたものを7マイル分だけ地中に敷設してみたものの通信不良であり、鉛被覆を除いて電柱架設することで成功した。この際、ワシントンニュースペーパー紙に1844年2月7日、700本の栗製の柱の買い付け公告が掲載された。これらの一部はクレオソートによる防腐加工が施され、80年後にもまだ供用されていた。

### 欧米での電線地中化・無電柱化
電柱の存在は欧米の都市部では一般的ではない。パリやロンドンでは電線の地中化がほぼ100 %となっており、完了している。また、ニューヨークでは約70 %が地中化されている。
また、コストのかかる無電柱化を無理にせず、通り沿いではなく建物の裏側に電柱を配することで、道路、歩道、頭上空間を狭めることなく、同時に景観を守る方法もある。

## 日本における電柱

### 呼称
今日では電線や電話線の支持用としての印象が強いが、初期には電気通信用の電線の支持用に日本全国に普及したことから電信柱（でんしんばしら、でんしんちゅう）と呼ばれることも多い。東海・近畿地方では電信棒という呼び名も存在する。
電力会社や電信用以外の通信会社に所有されている電柱を電信柱と呼ぶことは正式には不適当となるが、一般呼称として呼ばれることはある。
鉄道では、電化区間において架線の支持に用いられるものを架線柱と呼ぶ。

### 電柱の数
日本全国の電柱の本数は、平成30年度末時点で3,592万本であり、そのうち約三分の二に相当する約2,201万本（令和元年度）を一般送配電事業者が所有している（残りは通信）。2016年から2021年までの５年間で平均約7.4万本増設されており、一方で無電柱化により年間平均約0.5万本撤去されており、トータルで年間7万本程度増加している。

### 歴史
北原聡によれば、日本に初めて建てられたのは電信柱であり、電信の供用が始まったのは1869年の東京・横浜間であり、この時代の電柱は木製である。この時代は電信から電話への技術的移行期であり、まず電信専用のものとして幹線のネットワークが1870年代に形成され、1889年には電話の一般への供用も開始されるようになった。電力会社が登場したのは1883年の東京電燈が最初であり、この当時は電信柱、電話柱、電気柱はそれぞれ「一定ノ法規ナク、専ラ慣例ニ依リ適宜ニ必要ノ土地及営造物ヲ使用シ、敢テ故障ナク円滑迅速ニ処理」されていたらしく正確な設置状況が分かる統計は部分的にしか判明していない。 この時代の電信電話は真空管の発明以前でもあり、多重通信の実用的な技術は存在せず、1回線につき1本の通信線が必要であった。 そのため１本の電信電話柱に数十本の架線がなされていた。
電柱の設置について、当初は権利関係が曖昧であり、1880年代に設置が拒否される事例が急増した。1890年に制定された電信線電話線建設条例によって、電信と電話の道路占用に法的保護が与えられ、逓信省は道路へ自由に電柱を建設することがでるようになった。しかし、これは道路行政を管掌する内務省の道路監督権限の侵害となり、また道路交通の障害となる電柱も多かったため、内務省は1919年に成立した道路法で電信電話の道路占用に関する優遇措置を撤廃し、1936年および42年の内務逓信両省協定によって電信線電話線建設条例の問題点が全面的に解消された。

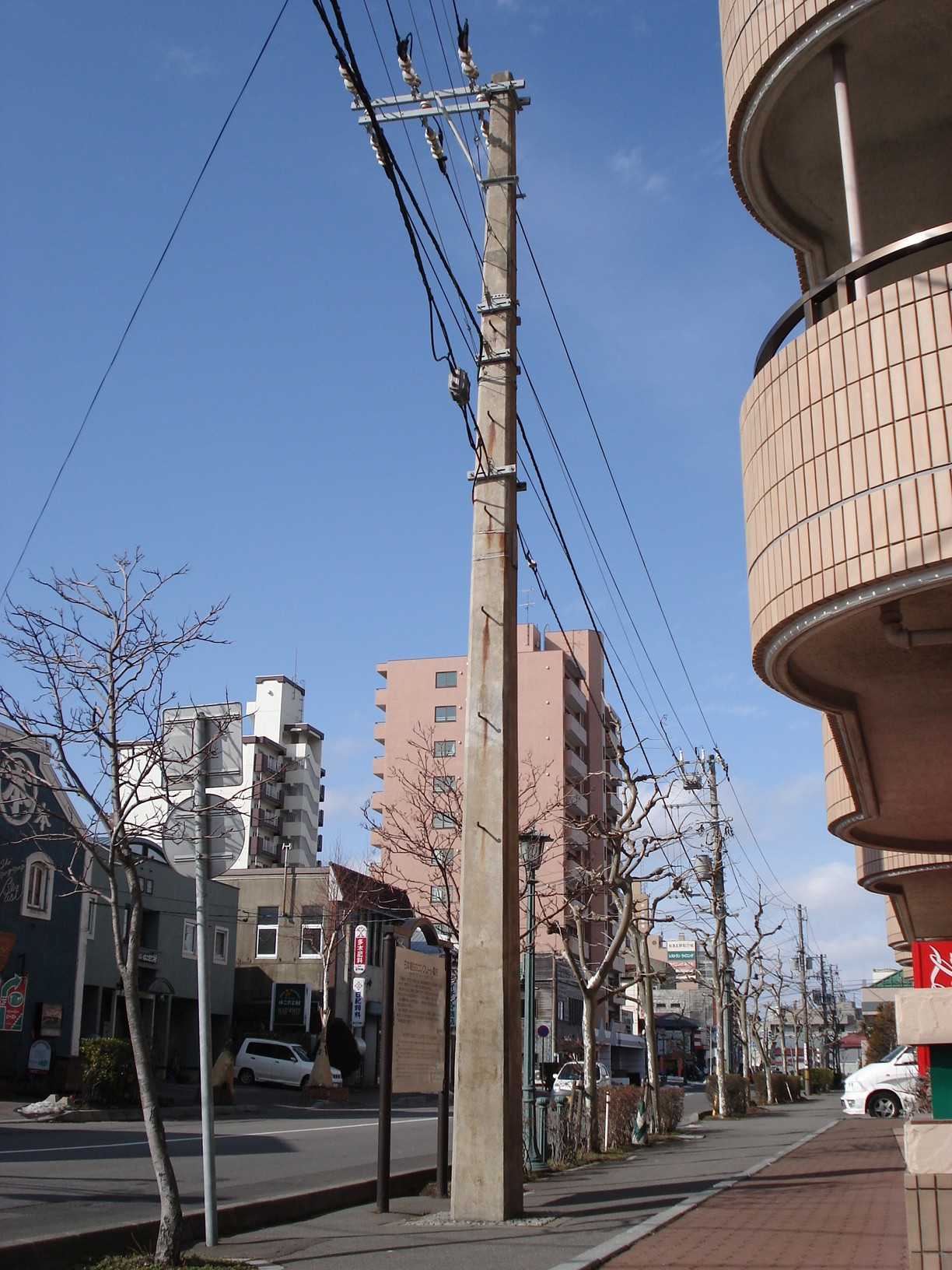
日本最古のコンクリート電柱（函館市）

日本初のコンクリート電柱は1923年に建てられたもので、一般的な円柱形のものとは異なり、四角柱形のものであった。この電柱は2025年においても北海道函館市に現存している。函館は当時、大火に見舞われることが多く、電柱を建てる2年前にも2,000を焼失した。そのため木製ではなくコンクリート製になったと言われている。また、当時は円柱を作る技術が劣っていたから四角柱になったという説がある。
大正時代には地方税として電柱税が存在していた。

### 送配電・通信以外の利用
電柱広告については後述および当該項目を参照。
中部電力では2006年から電柱の管理番号を利用した位置情報提供サービス「ここデンチュ」を試行していた（現在は終了）。
関西電力送配電は2020年11月、電柱に宅配ボックスを併設する実証実験を京都府精華町の住宅街で開始した。

### 材質
- 分類
  - 木柱（廃止）
  - コンクリート柱（コン柱）
  - 鋼管柱（パンザーマスト、鋼板を丸めた筒で作るため鋼板柱とも）
  - 複合柱（コンクリートの台柱の上に複数の鋼管柱を組んだもの）
  - 鋼板組立柱（筒状に丸めてある2m程の鋼板を組み立てたもの）

電柱は従来、木製が多く、富山県では電柱材用のスギ品種である「ボカスギ」の栽培が盛んに行われていた。昭和初期頃から耐久性や耐火性に優れたコンクリート製の電柱が製造され始め、現在ではこれが主流となっている。
コンクリート柱はコン柱（コンちゅう）と略称される。現存する最古のコンクリート製の電柱は、函館市末広町にある1923年10月に函館水電（現在の北海道電力）によって建てられた四角錐形のものである。この他にも鋼管柱や鋼板組立柱などがある。
日本の木製電柱は、木材防腐特別措置法（1953年-1994年）により、木材保存剤による防腐処理が必須とされていた。これに着目して使用済みの木製電柱を回収し、ガーデニングやオブジェ用として販売している業者がある。
電柱には昇り降りをするための足場となるボルト（足場ボルト）が一定間隔で設けられている。このため、電柱を伝って高層階に侵入する泥棒も少なくないと言われているが、電力会社などに頼めば任意の部分までの足場ボルトは外してもらえる。
コンクリート柱は骨組みに鉄筋を使用した中空構造であり、型枠に鉄骨をセットしコンクリートを注入することで製作する。そのさい型枠ごと一分間に140回転ほど回転させ遠心力をかけることで中空構造を形成する（遠心形成）。10分ほど遠心力をかけると水分とコンクリート成分が分離し中空部分にのみ水分があつまり、これを抜くことで形成され、乾燥させたのち型枠から外し完成となる。コンクリート柱は約1.2トンの横曲げ強度（設置時におよそ風速60メートル程度の風圧に相当）に破壊されないよう設計されている。
コンクリート柱には、継ぎ目のない「一本物（いっぽんもの）」と呼ばれるものと上下に分割された電柱を中央部のフランジと呼ばれる縁の部分同士を十数本のボルトとナットで固定する「継柱（つぎちゅう）」または「二本継（にほんつぎ）」と呼ばれるものがある。長さは、一般的には7m〜17mの間に1m単位で設定されており、さらに同じ長さでも中の鉄筋の本数や太さおよび電柱自体の太さの違いなどを長さを表す数字の後ろに付けたアルファベットで区別している。継柱は、一本物では運搬が困難な場所に用いられることが多く、基本的には現場で接続される。また、必要に応じて18m以上の特別な電柱が使用される場合もあるが、その場合も運搬の都合上継柱が用いられる。

### 送配電電圧
数値は標準的なもの。
- 送電区間
  - 22,000-66,000V（山間部の需要が少ない送電鉄塔の必要としない地域）
- 配電区間
  - 3,000-6,600V（三相高圧配電線）
  - 100-200V-(400V)（低圧配電線）

一部の平野部・山間部・港湾部では22-66kV送電線が6.6kV高圧配電線の上に架けられている電柱を見ることができる。低圧配電線は東京電力は三相三線式と単相三線式を併用。（栃木支店管内のみ三相四線式）中性線は共用している。北海道電力や東北電力などでは灯動共用三相四線式を採用している。
- 低圧線（低圧配電線）は、電灯と動力の2種類によって分類される。
  - 電灯･･･一般の家庭・街灯など(単相単線式100V, 単相三線式100/200V, 単相単線式200V)･･･柱上変圧器1台
  - 動力･･･小規模工場・三相モーターを用いる場所など(三相三線式200V,三相四線式415/240V)･･･柱上変圧器2台（V結線）または、3台（Δ-Y結線など）
  - 灯動共用三相四線式（異容量三相四線式）･･･変圧器2台のうち、大型の方を電灯・動力共用にし、小型の方を動力のみにする方法。低圧線は単相三線式と三相三線式を組み合わせて4線となる。

参照･･･第三種電気主任技術者試験参考書など

### 設置
電柱1本あたりの価格は8メートルのコンクリート製電柱の場合、約45,000円（参考）である。通常は競争入札方式による調達のため、価格はその時によって変わる。
電柱は全長の6分の1ほどを地中に埋設することで設置されている。電柱の設置間隔は一般的に約30メートルともいわれるが、これはあくまでも目安である。建柱位置は地形や土地所有者の意向・埋設物の有無などにより決定されており、また設置後に移設されることもあるため設置間隔は必ずしも一定していない。電柱には作業用の鉄製の足場（ボルト）が取り付けられている。
電柱の所有権は敷設者である電力会社、通信会社などにある。所有者はプレート（電柱番札：でんちゅうばんふだ、現地番号札）などで標示されている。同じ電柱に複数の事業者の管理番号表示がある場合は、設置地域によって異なる判別方法になるが一例として、東京電力管内、中部電力管内では最も地面に近いところに標示のある事業者が、関西電力管内では上部に標示のある事業者が柱の所有者である。また、東北地区ではNTTの電柱番号札が電力会社の番号札より「上」に設置されていればNTT所有の柱である。管理番号表示で共架または共と記載のある事業者は自社の所有物でない電柱である。また、柱上変圧器が設置されている電柱は電力会社の所有物であることが多い。
高圧受電をする場合の電柱は需要家が所有権を有している。
都市部など密集した地域では電力会社と通信会社が相互に同じ電柱を利用する場合が多く、これに加えて自治体の管理する街路灯も併設してあるケースも多い。基本的に電柱に電線・通信回線などのケーブルを架設する場合は電柱の所有者の事前許可が必要であり、ケーブルを敷設する事業者は所有者に対し電柱の利用料（共架料）を支払う必要がある。また、地区によっては電力会社と通信会社が交互に電柱を建てることによって利用料を相殺している場合もある。ただし1本の電柱にあまり多くのケーブルを架設してしまうと、電柱の大きさ・強度によってはケーブルの張力や重みによって電柱の折損・倒壊といった事故につながる可能性がある。そのため、電柱の所有者の判断により架設を拒否する場合もある。電力と通信で共用されている電柱の場合、基本的には高い位置にあるのが電力線、低い位置にあるものが通信線（電話線、光通信ケーブル、ケーブルテレビの同軸ケーブルなど）である。一般に、電力会社所有の電柱に関する工事は建設業法上の電気工事に該当し、通信会社所有の電柱に関する工事は建設業法上の電気通信工事に該当する。
公道に敷設されている電柱はその道路管理者から道路占用許可を得て設置している。最近の共同溝は国・自治体の所有で電気・通信事業者等は占有使用権を取得し、占用料金を支払う。占用料金は各自治体などが条例によって設定しており、一例として群馬県沼田市では電柱1本につき一か月あたり133円である。私有地に設置されているものについては原則として私有地の所有者に対して占有料金が支払われる。
街区表示板が取り付けられている為、緊急時に住所の把握などに役立つ。

### 文化
日本では電柱はごく普通の風景であり、19世紀の登場当時から画家の題材となっている。現代の日本のアニメーションの背景の特徴としても認知されている。

### 電柱をめぐる問題

#### 電柱広告
電柱の広告の始まりは1890年5月、時事新報社が東京電燈の電柱を使用して広告の掲示を求めたことである。これを許可した警視庁は一柱に一枚、広告により群衆ができて往来の妨害がある場合は撤去すべしという規制をつくった。

#### 電柱無断利用問題
USEN創業者の宇野元忠はケーブルを一旦設置してしまえば行政も簡単には撤去できないと電柱の無断使用を組織ぐるみで行い、社会問題化した。この事件は、1970年代の歴代内閣の申し送り事項となった。また有線ラジオ放送についても契約後の工事を迅速に行うため法令を無視して工事を行い、さらに酷い場合には既設電線を切断して自社のケーブル架設を優先させたりもした。
国会においても、「ハエを追い払って一時そのあたりにハエがいなくなったと思ったら、またハエがたかってくるといった、ゲリラ的と申しますか何と申しますか、まことにどうも言語道断な現状にあります」（1977年4月27日 衆議院逓信委員会）とまで言われている。このことから、1985年8月20日に有線ラジオ法違反で宇野元忠社長他幹部が逮捕されている。
1994年に同社は関係正常化宣言を行い新規に敷設するケーブルの電柱使用に際し事前に許可を取る方針に転換するが、以後も過去に敷設したケーブルの電柱使用料の支払い等を巡り問題は次期社長・宇野康秀になるまで未解決のままとなった。その後、康秀が社長に就任してからは、非合法状態のままでは電気通信事業者として認可しないなど監督官庁の動きにより本格的に事態の収拾が図られ、2000年4月には電力会社・NTT等との間で過去に遡った清算が完了した。

#### 日本での電線地中化・無電柱化
日本では道路に沿って電柱が立ち並ぶ風景が各地でみられる。東京23区の電柱地中化率は約7%である。また、日本全国の電柱地中化率は約2%である。
2011年の東日本大震災では電柱の倒壊や電線の垂れ下がりが問題となり、2019年9月の令和元年房総半島台風（台風15号）に伴う千葉県内の大規模停電ではそれに加えて倒木により電力復旧や復興の妨げとなる事態が発生しており、電線地中化による安全性の向上や社会インフラへの信頼性の向上が課題となっている。
2016年12月に電柱の新設抑制や撤去をして無電柱化の推進することを政策目標とした「無電柱化の推進に関する法律」が成立した。

### 研修施設（電柱の森）
愛知県名古屋市南区滝春町（名鉄常滑線大同町駅そば）にある中部電力系列の設備会社「トーエネック」の教育センターには電力架線作業員の研修用として立てられた多数の電柱があり、側を通る名鉄常滑線の大江駅-大同町駅間の車内から見ることができる。

## ギャラリー
- 無目的な電柱（糸満海岸）
- 茶色に着色されたコンクリート電柱
- 電柱（木製）
- ヨーロッパの電柱 (400 V)
- ヨーロッパの電柱 (15000 V)
- 田園地帯の電柱（一般に都市部よりは細いものが用いられる）
- 地震による液状化現象で被害を受けた電柱（千葉県我孫子市都 県道4号）
- 木製電柱時代の架線作業員が使用したアイゼンと保持ベルト（ドイツ）
- ハンガリーの電柱
- インド、ムガルサライ（英語版）の電柱
- フランスの電柱
- トルコのシリアとの国境の町シュリュジュ（英語版）の電柱